# Clinodattilia
La clinodattilia è la curvatura permanente (laterale o mediale) di uno o più dita.

## Eziologia
È generalmente prodotta da uno spostamento nell'allineamento della superficie articolare interfalangea; si osserva più comunemente nel mignolo.
Nella sindrome di Down è caratterizzata da piegamento verso il 4° dito della falange distale del 5° dito.
È inoltre un sintomo minore della sindrome di Klinefelter.